# Magura (Velká Fatra, 1309 m)
Magura (1309 m n. m.) je hora ve Velké Fatře na Slovensku. Nachází se v rozsoše vybíhající severním směrem z vrchu Maďarová (1340 m) mezi samotnou Maďarovou a Magurkou (1158 m). Západní svahy hory spadají do údolí potoka Salatín, východní do údolí Bystrého potoka. Magura leží na území Národního parku Velká Fatra.

## Přístup
- po modré  turistické značce 2704 z rozcestí Chabzdová
- po modré  turistické značce 0857 ze Sedla pod Červeným grúňom